# Galleria di Severomujsk
La galleria di Severomujsk (in russo: Северому́йский тонне́ль) è una galleria ferroviaria, lunga 15.343 metri, a binario unico elettrificato della linea ferroviaria Bajkal-Amur Magistral (BAM), della federazione russa. Prende nome dai monti che attraversa.
Il tunnel è stato scavato attraverso i monti Severo-Mujskij che separano il bacino della Verchnjaja Angara a nord-ovest dal bacino del Muja a sud-est. La ferrovia segue poi la valle del fiume Mujakan nel suo percorso verso est. 
Alle due estremità, attorno ai cantieri di costruzione, sono sorti due centri abitati popolati da tecnici e operai, Tonnel'nyj dal lato del portale occidentale e Severomujsk a quello orientale. La prima venne abbandonata dopo l'apertura della galleria e la sua popolazione si trasferì a Severomujsk; in maggioranza si tratta di persone impegnate nella manutenzione e nel controllo tecnico del percorso ferroviario e delle sue attrezzature.

## Storia
I lavori preliminari del tunnel iniziarono nel 1975 iniziando gli scavi veri e propri a partire dal 28 maggio 1977. 
La sua costruzione avvenne in una zona dalla composizione geologica molto particolare è stata un'impresa di altissimo livello ingegneristico, tecnologico e architettonico. La zona attraversata si rivelò un vero e proprio labirinto di laghi e fiumi sotterranei e una composizione del sottosuolo tra le più complesse dell'intera Russia. La grande quantità di acqua sotterranea, a volte sotto pressione costrinse alla ricerca di soluzioni particolari; un metodo utilizzato consisteva nel pompare azoto liquido nella roccia per ottenere il congelamento dell'acqua contenuta e permettere il taglio e il rivestimento impermeabilizzato. 
Nel settembre 1979 venne trovato un lago sotterraneo di 12.000 m³ che obbligò alla costruzione di un tunnel di drenaggio e procurò un ritardo di diciotto mesi.
Il terreno venne stabilizzato chimicamente in molte occasioni. 
Essendo chiaro che la galleria non sarebbe stata completata in tempo per l'apertura ufficiale prevista della linea BAM (1984), venne costruita una variante della lunghezza di 28 km con rampe in ascesa del 40 per mille che limitava la prestazione e la velocità dei treni escludendo anche il traffico passeggeri. Nel 1989, a causa dei ritardi accumulati, venne realizzato un percorso provvisorio di 54 km con pendenze accettabili dell'ordine del 20 per mille, chiudendo il tracciato provvisorio precedente. Anche tale nuova sezione era tuttavia caratterizzata da un gran numero di curve strette e viadotti e un lungo ponte in curva costruito nei pressi del portale occidentale della galleria soprannominato localmente il "ponte del Diavolo". Il tracciato, dalla manutenzione costosa era anche a rischio di valanghe.
In conseguenza degli avvenimenti politici ed economici del triennio 1989-1991 che portarono alla nascita della nuova Federazione russa avvenne anche il crollo del traffico sulla BAM, nel 1990 ad appena 8 treni giornalieri.
Tra il 1992 e il 1998, furono presi provvedimenti da parte del governo per il completamento dei lavori, tra cui la continuazione della linea diramata AJaM, e misure per incentivare lo sviluppo economico della regione attraversata dalla ferrovia. La galleria fu infine messa in funzione il 21 dicembre 2003.
La realizzazione dell'opera ebbe il costo di 3 miliardi di rubli con 27 anni di lavoro. Vi prestarono la loro opera circa 8.000 persone
L'8 dicembre del 2010 si verificò un terremoto nell'area del tunnel che venne collegato ai lavori della sua costruzione; la zona è tuttavia ad elevata sismicità.
Nella notte tra il 29 e il 30 novembre 2023 il tunnel è stato oggetto di un sabotaggio.